# Балтийский банк
Балтийский Банк — бывший российский банк. Основан в 1989 году под названием «Ленинградский инновационно-коммерческий банк железнодорожного транспорта» («Ленжелдорбанк»). До 2005 года банк являлся расчетным банком Октябрьской железной дороги (ОАО "ОЖД"), которая владела 8% акций банка. Головной офис с 2015 года расположен в Санкт-Петербурге. Ключевой регион для банка — город Санкт-Петербург.  Транскредитбанк проявлял интерес к поглощению Балтийского Банка.
В 2014 году ОАО Альфа-банк приступил к санации Балтийского банка. Сообщалось, что в итоге Балтийский банк будет реорганизован и присоединён к Альфа-банку.
С сентября 2014 годы клиенты Балтийского банка получили возможность получать наличные средства во всех банкоматах АО "Альфа-банк" без комиссии.
8 мая 2019 года был присоединён к Альфа-банку.

## Собственники и руководство
(по состоянию на 31.12.2016)

Основной акционер — АО "Альфа-Банк".
Правление и совет директоров:
- Шевченко Сергей Юрьевич - председатель правления, член совета директоров
- Чухлов Алексей Евгеньевич - член совета директоров
- Гришин Михаил Олегович - член совета директоров
- Повалий Михаил Сергеевич - член совета директоров
- Соколов Андрей Борисович - член совета директоров
- Пожидаев Дмитрий Сергеевич - член правления
- Гордюков Максим Павлович - член правления
- Смирнов Евгений Сергеевич - член правления
- Алексеев Дмитрий Алексеевич - член правления

## Деятельность
С 15.02.2005 Балтийский Банк входит в систему страхования вкладов.
В конце 2014 года вошел в банковскую группу «Альфа-Банк»
Сеть офисов Банка в 7 городах России: Санкт-Петербург, Мурманск, Псков, Петрозаводск, Кириши, Гатчина, Выборг.
Объединенная сеть банкоматов Альфа-Банка и Балтийского Банка — более 5000 устройств в 409 городах России.
| Дата       | Кол-во частных клиентов | Кол-во корпоративных клиентов | Кол-во действующих пластиковых карт | Общее кол-во банкоматов | Кол-во банкоматов в Санкт-Петербурге |
| ---------- | ----------------------- | ----------------------------- | ----------------------------------- | ----------------------- | ------------------------------------ |
| 01.04.2010 | 2,227 млн.              | 23 тыс.                       | 1,514 млн.                          | 1522                    | 373                                  |
| 01.04.2014 | 2,6 млн.                | 17 тыс.                       | 1,120 млн.                          | 1533                    | 408                                  |
| 01.01.2017 | 1,2 млн.                | 5,3 тыс.                      | 559,4 тыс.                          | 228                     | 87                                   |

Долговременное партнерство с VISA, MasterCard.

## Проверки банка и присоединение к ОАО "Альфа-банк"
С 2013 года Балтийский банк подвергся периодическим проверкам Центробанка, предполагается что одной из причин явились разногласия между акционерами Андреем Исаевым и Олегом Шигаевым. В 2014 году ОАО Альфа-банк приступил к санации Балтийского банка. Банк ликвидирован 08.05.2019.